# Actinidia kolomikta
Actinidia kolomikta (Maxim.) Maxim., 1859 (in lingua giapponese: Miyamamatatabi 深山木天蓼, ミヤママタタビ) è una pianta della famiglia delle Actinidiaceae, originaria delle foreste temperate dell'Estremo Oriente russo, Corea, Giappone e Cina.

## Descrizione
La pianta è molto longeva, rampicante e decidua, e cresce fino a 8 – 10  m. È la specie più resistente del genere Actinidia, può resistere in inverno fino a -40 °C, sebbene talvolta sensibile alle gelate tardive della primavera.

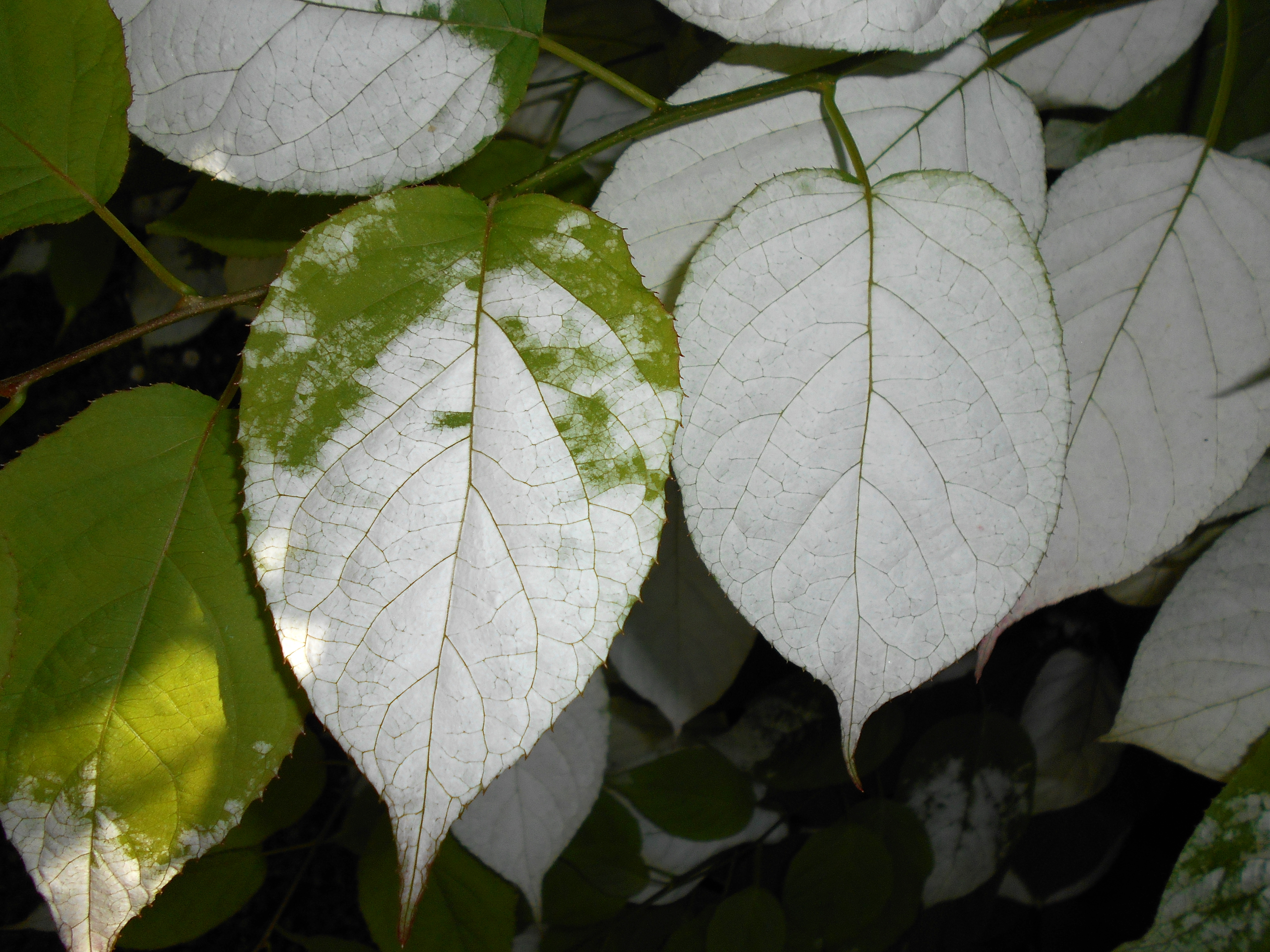
Foglie
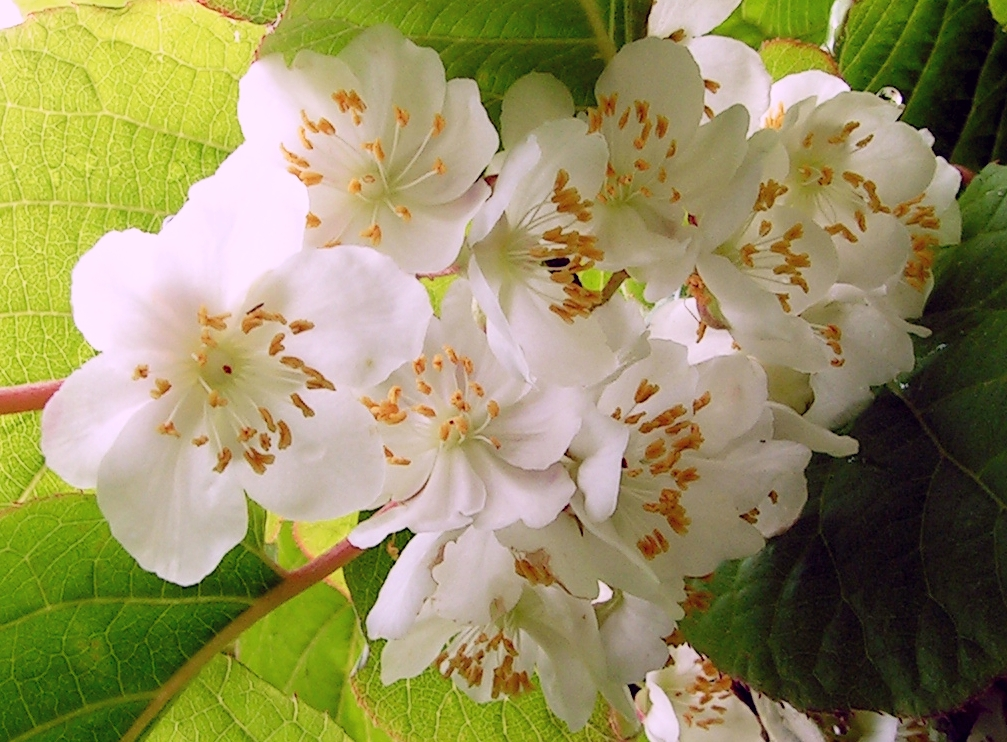
Fiori
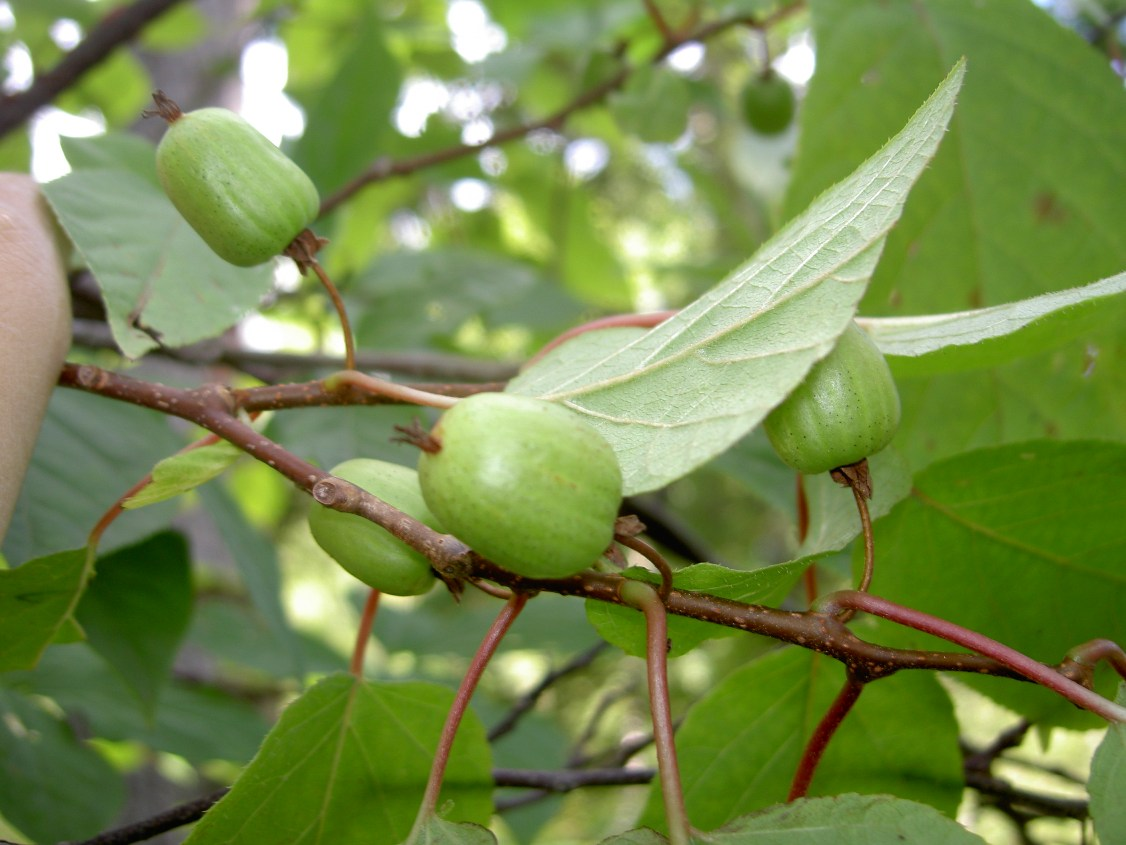
Frutti

## Coltivazione
Actinidia kolomikta è una pianta ornamentale per giardini e appartamenti. Essa venne raccolta da Charles Maries a Sapporo, nell'isola giapponese di Hokkaidō nel 1878 e inviata al vivaio Veitch a Londra, che la introdusse nell'orticultura occidentale.
Actinidia kolomikta è coltivata in regioni di freddo temperato come pianta ornamentale, molto per le varietà casuali di colori rosa e bianco di alcune sue foglie, ma anche per le relativamente piccole (2 – 5 grammi) bacche simili al kiwi che produce.
Vi sono numerose cultivar destinate al secondo scopo di qui sopra in Russia e Polonia, benché ci vogliano anni prima che la pianta inizi a produrre frutti e poiché A. kolomikta, essendo dioica, necessita di una pianta impollinante maschio.
La pianta ha ottenuto il Premio al Merito per il Giardino della Royal Horticultural Society.
La pianta attrae i gatti, che la trovano migliore dell'erba gattaria o della valeriana e possono danneggiare seriamente il rampicante.